# Jens Peter Junggreen
Jens Peter Junggreen, född 14 augusti 1827, död 19 juli 1886, var en sönderjysk politiker.
Junggreen var tobaksfabrikant, från 1865 även journalist och stiftade 1880 Forening til det danske Sprogs Bevarelse i Nordslesvig, vars betydelse blev mycket stor. 1884-86 var han Hadeslev-Sønderborg-kretsens representant i tyska riksdagen.